# Moraea marlothii
Moraea marlothii är en irisväxtart som först beskrevs av Harriet Margaret Louisa Bolus, och fick sitt nu gällande namn av Peter Goldblatt. Moraea marlothii ingår i släktet Moraea och familjen irisväxter. Inga underarter finns listade i Catalogue of Life.